# Pantoea
Genre
Synonymes
- Kalamiella Singh et al. 2019

Pantoea est un genre de bacilles Gram négatifs de la famille des Erwiniaceae. Son nom tiré du grec pantoïos (παντοῖος : de toute sorte) se rapporte à la diversité des sources géographiques et des niches écologiques dans lesquelles les bactéries de ce genre ont été isolées.

## Taxonomie
Le genre Pantoea est créé en 1989 par reclassement de l'espèce Enterobacter agglomerans.
Jusqu'en 2016 ce genre était compté parmi les Enterobacteriaceae auquel il était rattaché sur la base de critères phénotypiques. Depuis la refonte de l'ordre des Enterobacterales en 2016 par Adeolu et al. à l'aide des techniques de phylogénétique moléculaire, il a été déplacé vers la famille des Erwiniaceae nouvellement créée.

## Liste d'espèces
Selon LPSN (25 octobre 2022) :
- Pantoea agglomerans (Beijerinck 1888) Gavini et al. 1989 – espèce type
- Pantoea allii Brady et al. 2011
- Pantoea ananatis corrig. (Serrano 1928) Mergaert et al. 1993
- Pantoea anthophila Brady et al. 2009
- Pantoea brenneri Brady et al. 2010
- Pantoea coffeiphila Gueule et al. 2015
- Pantoea conspicua Brady et al. 2010
- Pantoea cypripedii (Hori 1911) Brady et al. 2010
- Pantoea deleyi Brady et al. 2009
- Pantoea dispersa Gavini et al. 1989
- Pantoea eucalypti Brady et al. 2009
- Pantoea eucrina Brady et al. 2010
- Pantoea piersonii (Singh et al. 2019) Palmer & Coutinho 2022
- Pantoea rodasii Brady et al. 2012
- Pantoea rwandensis Brady et al. 2012
- Pantoea septica Brady et al. 2010
- Pantoea stewartii (Smith 1898) Mergaert et al. 1993
- Pantoea vagans Brady et al. 2009
- Pantoea wallisii Brady et al. 2012

Plusieurs espèces auparavant comptées dans le genre Pantoea ont été reclassées dans d'autres genres :
- Mixta calida (Popp et al. 2010) Palmer et al. 2018 : reclassement de P. calida
- Mixta gaviniae (Popp et al. 2010) Palmer et al. 2018 : reclassement de P. gaviniae
- Mixta intestinalis (Prakash et al. 2015) Palmer et al. 2018 : reclassement de P. intestinalis
- Mixta theicola (Tanaka et al. 2015) Palmer et al. 2018 : reclassement de P. theicola
- Tatumella citrea (Kageyama et al. 1992) Brady et al. 2010 : reclassement de P. citrea
- Tatumella punctata (Kageyama et al. 1992) Brady et al. 2010 : reclassement de P. punctata
- Tatumella terrea (Kageyama et al. 1992) Brady et al. 2010 : reclassement de P. terrea